# ECDSA
Hệ mật dựa trên đường cong Elliptic (ECDSA/ECC) là một giải thuật khoá công khai. Hiện nay, hệ mật RSA là giải thuật khoá công khai được sử dụng nhiều nhất, nhưng hệ mật dựa trên đường cong Elliptic (ECC) có thể thay thế cho RSA bởi mức an toàn và tốc độ xử lý cao hơn.
Ưu điểm của ECC là hệ mật mã này sử dụng khoá có độ dài nhỏ hơn so với RSA. Từ đó làm tăng tốc độ xử lý một cách đáng kể, do số phép toán dùng để mã hoá và giải mã ít hơn và yêu cầu các thiết bị có khả năng tính toán thấp hơn, nên giúp tăng tốc độ và làm giảm năng lượng cần sử dụng trong quá trình mã hoá và giải mã. Với cùng một độ dài khoá thì ECC có nhiều ưu điểm hơn so với các giải thuật khác, nên trong một vài năm tới có thể ECC sẽ là giải thuật trao đổi khoá công khai được sử dụng phổ biến nhất.
ECC thực hiện việc mã hoá và giải mã dựa trên toạ độ của các điểm dựa trên đường cong Elliptic. Xét đẳng thức {\displaystyle Q=kP}, với {\displaystyle Q},{\displaystyle P} là các điểm nằm trên đường cong Elliptic. Có thể khá dễ dàng tính {\displaystyle Q} nếu biết {\displaystyle k} và {\displaystyle P}, nhưng rất khó xác định {\displaystyle k} nếu biết {\displaystyle Q} và {\displaystyle P.} (Phép nhân được xác định bằng cách cộng liên tiếp cùng điểm {\displaystyle P}. Ví dụ: {\displaystyle 4P=P+P+P+P}; {\displaystyle 9P=2(2(2P))+P}). Hệ mật dựa trên đường cong Elliptic dựa trên độ khó khi biết được điểm {\displaystyle P} và {\displaystyle Q} và phải tìm ra giá trị {\displaystyle k}. Bên cạnh công thức của đường cong Elliptic, thì một thông số quan trọng khác của đường cong Elliptic là điểm {\displaystyle G} (còn gọi là điểm cơ sở), điểm {\displaystyle G} đối với mỗi đường cong elliptic là cố định, trong hệ mật mã ECC thì một số nguyên lớn k đóng vai trò như một khoá riêng, trong khi đó kết quả của phép nhân giữa {\displaystyle k} với điểm {\displaystyle G} được coi như là khoá công khai tương ứng.
Việc trao đổi khoá theo Diffie Hellman dựa trên đường cong Elliptic (ECDH – Elliptic Curve Diffie Hellman) và thuật toán chữ ký số dựa trên đường cong Elliptic (ECDSA - Elliptic Curve Digital Signature Algorithm) là những ứng dụng cụ thể của đường cong Elliptic trong lĩnh vực mật mã. Trong trao đổi khoá ECDH, hai bên A và B sử dụng các tham số đường cong Elliptic giống nhau. Mỗi bên tạo ra khoá riêng kA và kB và tạo ra các khoá công khai {\displaystyle QA=kAG} và {\displaystyle QB=kBG}. hai bên trao đổi khoá công khai và nhân khoá riêng của nó với khoá công khai của bên kia, điều này dẫn đến thông tin mật được chia sẻ {\displaystyle kAQB=kBQA=kAkBG}. Còn ECDSA hoàn toàn tương tự như DSA.